# 손광식
손광식(1937년 ~ 2015년 11월 28일)는 문화일보 사장을 지낸 대한민국의 언론인이자, 상지경영컨설팅 회장을 지낸 기업인이다.

## 생애
1964년 대한일보 기자를 시작으로 경향신문 경제부장, 편집국장, 주필, 문화일보 주필, 사장, 상지경영컨설팅 회장, 삼성경제연구소 고문 등을 역임하였다.

## 학력
- 서울고등학교
- 서울대학교 경제학과

## 저서
- 《한국의 경제관료》
- 《거탑의 내막》
- 《한국의 이너서클》
- 《내 고향 청계천 사람들》